# Irene Comneno Paleólogo
Irene Comneno Paleólogo (en griego: Εἰρήνη Κομνηνή Παλαιολογίνα; c. 1218-1284), después de 1261 conocida por su nombre monástico como Eulogia (en griego: Εὐλογία), era la hermana mayor del emperador bizantino Miguel VIII Paleólogo. Originalmente cercana al emperador, su oposición a la Unión de las Iglesias en 1273 llevó a su distanciamiento, e incluso a las intrigas de Irene contra Miguel VIII que involucraban a gobernantes extranjeros. Como resultado, fue encarcelada durante el resto de su reinado. Tras la muerte de su hermano, animó a su sobrino Andrónico II Paleólogo a repudiar a la Unión.

## Biografía
Irene nació alrededor de 1218 y era la segunda hija de las gran doméstico Andrónico Paleólogo y Teodora Ángelo Paleólogo. Alrededor de 1240, se casó con Juan Cantacuceno Comneno Ángelo, quien murió algún tiempo antes de 1257. Después de la muerte de su esposo, Irene se convirtió en monja y asumió el nombre monástico de Eulogia. No se sabe exactamente cuándo sucedió eso, pero ya era monja en 1261.
Irene fue cercana a su hermano menor, Miguel VIII Paleólogo, sobre quien ejerció una gran influencia. El historiador Jorge Paquimeres informa sobre cómo solía arrullar a su hermano para que se durmiera con la seguridad de que este sería el futuro emperador que recuperaría Constantinopla del Imperio latino; en 1261, fue ella quien le llevó la noticia de la reconquista de Constantinopla.
Paquimeres también destaca su influencia política, incluso en el asunto del emperador legítimo, el joven Juan IV Láscaris. Para salvaguardar los derechos del hijo de Miguel, Andrónico II Paleólogo, Irene instó a su hermano a dejar a Láscaris fuera por completo. Láscaris finalmente quedó ciego. También jugó un papel en la deshonra y posterior cegamiento del general Juan Macreno. El matrimonio de su hija María con el zar de Bulgaria Constantino Tij en 1268 o 1269 mejoró todavía más su posición política.
Sin embargo, rechazó la adhesión de Miguel a la Unión de las Iglesias en 1273 y se convirtió en la líder de la facción anti-unionista en la corte. Su relación con su hermano se convirtió en una amarga hostilidad, y la desterró a la fortaleza de Gregorio en el golfo de Nicomedia. Tal fue la enemistad entre los dos, que después de la muerte de Miguel, Irene le prohibió a su viuda Teodora que orara por él. Tampoco dudó en involucrar a su yerno en la causa anti-unionista: con la ayuda de su hija, incitó a Tij contra Miguel, e incluso intentó, sin éxito, formar una alianza contra el Imperio bizantino entre Bulgaria y el Sultanato mameluco de Egipto.
Después de la muerte de su hermano en 1282, Andrónico II Paleólogo repudió la Unión gracias, en parte, a la influencia de su tía. Irene murió a principios de diciembre de 1284.

## Descendencia
El esposo de Irene, Juan Cantacuceno Comneno Ángelo, es identificado por Donald Nicol con el pincerna Juan Cantacuceno. Los hijos conocidos de esta pareja incluyen:
- Teodora, quien se casó con primero con Jorge Muzalon, después con Juan Raúl Petralifas
- María, esposa de Constantino Tij, zar de Bulgaria
- Ana, esposa de Nicéforo I Comneno Ducas
- Eugenia, esposa de Sirgiano y madre de Sirgiano Paleólogo
- Una posible quinta hija sin identificar, que se casó con Teodoro Muzalon